# Yanga R. Fernández
Yanga R. Fernández (* 10. Juni 1971 in Mississauga, Ontario) ist ein kanadisch-amerikanischer Astronom.
Er studierte an der University of Maryland und am California Institute of Technology und arbeitet nach verschiedenen Tätigkeiten an diesen Instituten und bei der NASA seit 2002 an der Universität von Hawaii. 2005 trat er als Professor an der University of Central Florida an.
Gemeinsam mit Scott S. Sheppard und David C. Jewitt hat er einige Monde des Planeten Jupiter entdeckt.
2001 wurde der Asteroid (12225) Yanfernández nach ihm benannt.